# لیوبومیر آنگلوف
لیوبومیر آنگلوف (بلغاری: Любомир Ангелов؛ ۴ اکتبر ۱۹۱۲ – ۲۴ اکتبر ۱۹۸۴) بازیکن فوتبال اهل بلغارستان بود.
وی همچنین در تیم ملی فوتبال بلغارستان بازی کرده است.